# Kościół św. Trójcy i św. Łukasza w Wartosławiu
Kościół świętej Trójcy i świętego Łukasza – rzymskokatolicki kościół cmentarny należący do parafii Świętego Krzyża i św. Mikołaja w Biezdrowie (dekanat wroniecki archidiecezji poznańskiej).
Jest to świątynia reprezentująca styl późnobarokowy. Wybudowana została w 1785 roku. Wzniesiono ja na planie ośmiokąta i nakryto dachem mansardowym z latarnią. We wnętrzu znajduje się ołtarz w stylu wczesnoklasycystycznym.